# 야마요코사와촌
야마요코사와촌(山横沢村)은 니가타현 가리와군에 있던 촌이다. 

## 역사
- 1889년 4월 1일 - 정촌제 시행에 의해 가리와군 야마요코사와촌이 성립하였다.
- 1955년 1월 10일 - 오구니촌에 편입되어 소멸하였다.

## 참고문헌
- 『市町村名変遷辞典』東京堂出版、1990年。